# Floor van Slochteren
Floor van Slochteren is een Nederlands langebaanschaatsster.
Tussen 1996 en 1999 nam ze meermalen deel aan de NK Afstanden en de NK Allround.
In 1997 nam ze deel aan de Wereldkampioenschappen schaatsen junioren 1997.

## Records

### Persoonlijke records[2]
| Afstand    | Tijd    | Datum            | Baan       |
| ---------- | ------- | ---------------- | ---------- |
| 500 meter  | 44.14   | 24 november 2001 | Heerenveen |
| 1000 meter | 1:27.43 | 25 november 2001 | Heerenveen |
| 1500 meter | 2:14.27 | 19 maart 2005    | Groningen  |
| 3000 meter | 4:43.95 | 12 januari 2003  | Heerenveen |
| 5000 meter | 8:23.25 | 21 november 2004 | Groningen  |